# Patoruzú
Patoruzú, creado por Dante Quinterno en 1928, es uno de los personajes más importantes e influyentes de la historieta argentina. Nacido como personaje secundario en dos tiras cómicas de corta vida, el cacique Patoruzú —el último de los tehuelches, a los que los conquistadores españoles habían visto en su momento como gigantes dotados de fuerza prodigiosa— obtuvo en poco tiempo su propia historieta, que daría origen a la revista homónima, uno de los grandes hitos del humor gráfico en Argentina.
Quinterno dibujó historias originales intermitentemente durante casi cuarenta años, y las reimpresiones fueron numerosas. Desde las décadas de 1940 y 1950 Patoruzú se transformó en uno de los iconos de la cultura popular argentina.  Fue asimismo uno de los antecedentes de los superhéroes creados a fines de los años 1930, al contar con superpoderes como supervelocidad y superfuerza.
La identidad de Patoruzú sufrió varios retoques durante los primeros años. Comenzó como un personaje humilde, taciturno e ignorante, a cargo de un tutor porteño con más educación; las historietas iniciales emplearon este contraste para destacar la paralela diferencia de actitudes entre el malicioso tutor, que daría más tarde lugar a otro personaje duradero, Isidoro Cañones, y el bondadoso e ingenuo aprendiz tehuelche. Sin perder la esquemática contraposición moral, Quinterno retocaría posteriormente la historia, transformando a Patoruzú en un poderoso aunque benévolo estanciero. Su generosidad con el dinero y la avaricia de los malvados sería las más de las veces el eje de la dinámica de las historias. Su nacionalismo a ultranza y el patente racismo que manifestaban los escasos personajes extranjeros han suscitado críticas a la historieta; se ha criticado también la simplicidad de su trama, y el recurso estereotipado de la fuerza y el dinero como solución a los problemas. Por ello, se lo ha visto en ocasiones próximo a los ideales de los gobiernos militares, desde las tiras de 1930 —que ambiguamente elogiaban el golpe del general José Félix Uriburu contra el gobierno constitucional de Hipólito Yrigoyen— hasta los años setenta —cuando la dictadura argentina (1976-1983) lo tomara como mascota patria. En los últimos años, sin embargo, se ha revisado con buenos ojos su influencia sobre la historieta nacional, y la elegante simplicidad de su dibujo.

## Historia

### Origen
Dante Quinterno introdujo por primera vez al futuro Patoruzú en una tira publicada en el diario Crítica, llamada Las aventuras de don Gil Contento, anteriormente Un porteño optimista, cuyo protagonista era el personaje homónimo; Quinterno había anunciado su llegada durante dos días mediante avisos publicados junto a la tira, que rezaban: «Don Gil Contento adoptará al indio [sic] Curugua-Curiguagüigua». 
El director del diario, Carlos Muzio Sáenz Peña, parece haber sido quien le sugirió que cambiara el nombre por otro más eufónico; su comentario de que «debía ser algo criollo  y pegadizo, como la pasta de orozuz» (un dulce popular en la época) dio origen al nombre definitivo. En la tira, el cambio lo explicó el mismo Gil Contento, quien dijo a Patoruzú que lo rebautizaría «porque su nombre le descoyuntaba las mandíbulas».
En la que sería la única aparición de Patoruzú en Crítica, este llegaba de la Patagonia acompañado de un ñandú, Carmela; la presencia en Buenos Aires del «último de los tehuelches gigantes» se explicaba por la defunción de su tutor y patrón, el tío de Don Gil, quien lo cedía a título póstumo a este. Poco pudo desarrollarse de la historia, dado lo efímero de la tira, pero este primer episodio anticipaba mucho de la trama venidera. Patoruzú era ya idiosincrático, ingenuo y noble; Don Gil dedica la mayor parte de las 17 viñetas de este primer número a explicarle el funcionamiento de la luz eléctrica, el transporte público y los modales en la mesa, pero —al enterarse de que Patoruzú posee, además de su mascota, una bolsa con monedas de oro— intenta quedarse con ellas, explicándole que en Buenos Aires «no sirven para nada». Fallido su intento, se lamenta de que el oro esté en manos de semejante ignorante; anticipa así las andanzas de Isidoro Cañones, padrino del tehuelche en su versión definitiva, que constantemente intenta aprovechar la generosidad de este para financiar sus juergas.

### Don Julián de Monte Pío
Tras su alejamiento de Crítica, Quinterno dejó de lado por un tiempo al personaje, y retomó la figura del porteño tramposo, fanfarrón y aprovechador con Julián de Montepío, un playboy  de buena vida y fondos perpetuamente insuficientes, a quien acompañaron su novia (Lolita) y un valet (Cocoa) durante un par de años en la última página de La Razón. En septiembre de 1930 retoma, repitiéndola casi cuadro por cuadro, la historia de Patoruzú y don Gil; el indígena viene ahora a Buenos Aires enviado por el difunto Rudecindo, tío de Julián, y nuevamente en compañía de un ñandú. Cambia el sexo de este —ahora es macho, y se le denomina «Lorenzo»—, pero sobre todo la identidad de su amo; Patoruzú, aunque tutelado por Rudecindo, era el último vástago de los caciques tehuelches, y fabulosamente rico. Una carta de su tío explica la situación a Julián:

[...] "un indio güenazo, hijo de un difunto cacique tehuelche amigo mío, pa' que lo sigas apadrinando... Tratalo como a un hermano y civilizalo, si podés. Tené en cuenta que es un indio jovencito y muy rico, hablando en plata."

Porta su fortuna en forma de pepitas de oro, que suscitan la codicia de Julián y desarrollan una trama casi idéntica a la original. Esta vez, el encargado de proteger a Patoruzú de la maldad de su padrino es un peón de la estancia, aparecido imprevistamente, que le explica la treta de Julián, quien le había hecho creer que las pepitas estaban embrujadas.
La historieta tuvo mejor fortuna que su predecesora, y Patoruzú formaría parte del elenco de Julián... durante más de un año, cobrando cada vez más protagonismo. El 11 de diciembre de 1931 pasa a encabezar la tira, que cambia de nombre. Aún no es el Patoruzú que pasará a la historia; ya no lo acompaña Lorenzo, que perdió la vida asado accidentalmente en una rotisería, pero su figura sigue aproximándose más a la gruesa y desgarbada de las primeras imágenes que al delgado y erguido tehuelche de años posteriores. Sin embargo, en esta época aparecen el capataz Ñancul y el malvado Mandinga, mientras que otros personajes servirían de anticipo para aquellos que vendrían más tarde como el codicioso productor estadounidense Sam Gold, quien sería una versión temprana de Gastón. 

### Cuestiones de derechos y último "debut"
En 1933 Quinterno viajó a los Estados Unidos para aprender del negocio de los dibujos animados luego de un intento de realizar cortometrajes con Patoruzú; trabajó como inbetweener (intercalador de dibujos) para los hermanos Fleischer, trabó contacto con los Estudios Disney, con los que colaboraría más tarde, y conoció el sistema de sindicación de los dibujantes que dominaba el mercado estadounidense de tiras diarias. Esto lo movió a fundar su propio sindicato, con la intención de proteger a Patoruzú y la otra tira que desarrollaba paralelamente, Isidoro Batacazo, las desventuras de un tímido empleado de oficina aficionado a las carreras de caballos, que acompañaba las páginas de hípica del diario El Mundo. La Razón no vio de buen grado las exigencias de Quinterno sobre la propiedad intelectual de sus obras; por lo cual en octubre de 1934 abandonó repentinamente la publicación, "noqueando" a Patoruzú y Julián en un asalto (contraviniendo la ya explorada invulnerabilidad del indio) con este último entrando en un sueño que resultó ser la reposición de las tiras viejas de Julián de Montepío por algún tiempo como único recuerdo del paso de Quinterno por La Razón.
A fines de 1935, Patoruzú hace su aparición en El Mundo, desplazando a Isidoro Batacazo, pero el ingenio de Quinterno recuperó la figura de este, combinándola con Julián y dando así origen a otro de sus personajes más duraderos. A través de Isidoro, Quinterno reelaboró por segunda y última vez el origen de Patoruzú; éste, aburrido de pasar su tiempo en Buenos Aires en un hotel, aparece como espectador en el circo que dirige Isidoro, y provoca una enorme conmoción al vencer con su fuerza sobrenatural al luchador gitano Juaniyo. Isidoro —aprovechador y bon vivant, pero noble en el fondo— se encariña con el tehuelche y lo apadrina. La historia cambiaría así de carácter, apartándose del humor autocontenido para desarrollar historias seriadas a través de múltiples episodios. La fisonomía de Patoruzú se consolida, y comienzan a aparecer otras figuras recurrentes; en 1937 se revela su carácter de poderoso estanciero cuando el encargado de sus posesiones, Ñancul, se acerca a Buenos Aires para notificarle las andanzas de Upa, su hermano menor, un coloso deforme y de pocas luces. Al año siguiente se vería por primera vez a Pampero, su feroz caballo, cuya doma insumió a Patoruzú dos días con sus noches, y a la malhumorada y autoritaria Chacha, ama de crianza de Patoruzú, que comparte con Ñancul la administración de las posesiones del estanciero. Ya para 1940, Isidoro empezó a aparecer sin su ahijado en historias autoconclusivas, además de haber obtenido para entonces su apellido, Cañones, y su tío, el coronel, un aristócrata conservador y reticente.

### Una estrella con luz propia
Para 1936 la popularidad de la tira era inmensa. Se publicaron los primeros números en color en el semanario Mundo argentino (el cual al mismo tiempo publicaba las tiras de Don Fermín), que le dedicaba una página en cada número, y numerosos periódicos del interior del país comenzaron a publicar la serie. Una nueva revista se centró en la figura del cacique: el semanario humorístico epónimo, aparecido por primera vez el 12 de noviembre de ese año; comenzó recopilando historietas anteriores, antes de convertirse en una publicación general que acogía otras historietas, humor escrito y comentarios de actualidad en tono jocoso. El volumen de trabajo superó a Quinterno, y un equipo de artistas bajo su dirección se encargó del dibujo y coloreado de las historietas. Nacida como mensual, duplicó rápidamente su frecuencia de publicación, y pocos meses más tarde se editaba semanalmente. Con una tirada de hasta 300 000 ejemplares, constituía una de las más importantes publicaciones del mercado nacional. Para fin de 1937 se publicó el primer Libro de Oro de Patoruzú, una gruesa recopilación que pasaría a formar parte de los ritos navideños durante muchos años.
El sindicato de Quinterno abordó, inspirado en sus homólogos estadounidenses, la comercialización de licencias publicitarias de la figura de Patoruzú; apareció en almanaques, juguetes, muñecos y seriales radiofónicos. En 1942 Quinterno licenció la producción de un cortometraje de 15 minutos, Upa en apuros; dirigido por el chileno Tito Davison —un viejo puntal de la Metro Goldwyn Mayer que había coguionado Hay que educar a Niní— y dibujado por el excelente Oscar Blottita Blotta, el corto estaba dotado de una animación elegante y refinada. En él, Patoruzú rescataba a Upa de su viejo adversario, el gitano Juaniyo. Entre 1941 y 1948 la tira se publicó en versión inglesa en el diario neoyorquino PM (Picture Magazine), y en 1946 aparecieron dos números en formato comic book de The adventures of Patoruzú, editados por Green Publishing. A partir de 1945, las aventuras infantiles del estanciero tehuelche —no siempre coherentes con la versión de los hechos que aparecería en la publicación clásica— cobraron un espacio propio con la publicación de Patoruzito, en la que aparecían también Isidorito Cañones y Pamperito.
El 16 de octubre de 1956 comienzan a recopilarse las historias ya aparecidas en Las grandes andanzas del indio Patoruzú, cambiado y abreviado luego a Andanzas de Patoruzú. Originalmente mensual, se publicó luego quincenalmente, incluyendo episodios inéditos a partir de 1961. En estas obras, algunas dibujadas y guionadas por el mismo Quinterno, se dio un nuevo perfil físico e intelectual a Upa. Son estos los años de mayor éxito del personaje; en 1959 el semanario, que contaba entre otros con Blotta, Adolfo Mazzone y Conrado Nalé Roxlo en su plantilla, adoptó un formato más convencional de tabloide. Coincidentemente, por aquellos días apareció por primera vez Patora, la enamoradiza y poco agraciada hermana del indio que habían creído muerta.

### Actualidad
Espaciándose cada vez más las historias originales, las últimas aventuras originales de Andanzas de Patoruzú se publicaron a finales de 1976, siendo sustituidas por "remakes" hasta inicios de los años 80. La publicación del semanario duraría hasta abril de 1977, cuando apareció el n.º 2045 (el Libro de Oro sobreviviría un poco más, hasta 1985). Posteriormente siguieron publicándose reimpresiones con sutiles cambios -con la frase Selección de las mejores- que continuaron con el personaje en Andanzas (y su paralelo Correrías de Patoruzito) hasta 2015 cuando cerró la Editorial Universo (empresa sucesora de la Ed. Dante Quinterno).
Sus apariciones televisivas o gráficas fuera de la historieta fueron escasas pero importantes en esta época; el Proceso de Reorganización Nacional lo adoptó en su gráfica. En la década de los '80 un corto de animación en el que aparecían brevemente Patoruzito y Pampero apareció en televisión para indicar el fin del horario de protección al menor en la programación televisiva. En 1992, irónicamente, el tehuelche Patoruzú fue la mascota oficial de la conmemoración de los 500 años de la conquista de América.
Quinterno murió en 2003, pero hoy en día siguen publicándose reediciones de historietas pasadas, con pequeñas adaptaciones de moneda o personajes famosos, aunque en la vestimenta y la forma de los coches se nota que la acción transcurre en la década de 1970. Si bien el personaje no goza de la popularidad de antaño, el cacique sigue siendo uno de los máximos protagonistas de las historietas argentinas; a diferencia de sus dos principales competidores, Mafalda y Clemente, el haber sido publicado de manera independiente ha favorecido su difusión. Tampoco ningún otro personaje de historieta moderno (como El Eternauta o El cazador) goza de una fama superior a la de Patoruzú.
En el año 2003 tuvo gran éxito en el país una película animada argentina basada en Patoruzito. Su secuela vio la luz en 2006.
En noviembre de 2008 comenzó una muestra en el Museo de Artes Plásticas Eduardo Sívori de Buenos Aires titulada Patoruzú: Una revista, una época, organizada por el Museo del Dibujo y la Ilustración.

### Iconografía
En Rosario, Argentina, el 26 de noviembre de 1932 se inaugura un busto de Patoruzú, en el desaparecido club Patoruzú Fútbol Club (P.F.C., Campo de Deportes: Mendoza esquina Brasil), obra del escultor Erminio Blotta (1892-1976).
También en la ciudad de La Plata hay un monumento a Patoruzú en la República de los Niños, junto al de Mafalda, otra grande de la historieta argentina.

## Personajes

### Patoruzú
Héroe epónimo, la gráfica varió con la evolución de la personalidad de Patoruzú durante el primer decenio de su publicación. Del formato encorvado y corpulento en las primeras tiras adoptaría progresivamente una figura delgada, musculosa y erguida; el trazo de la caricatura recuerda en algunos aspectos a Popeye el marino, con quien comparte el húmero protuberante en la articulación del codo, los fuertes antebrazos y los pies sobredimensionados. 

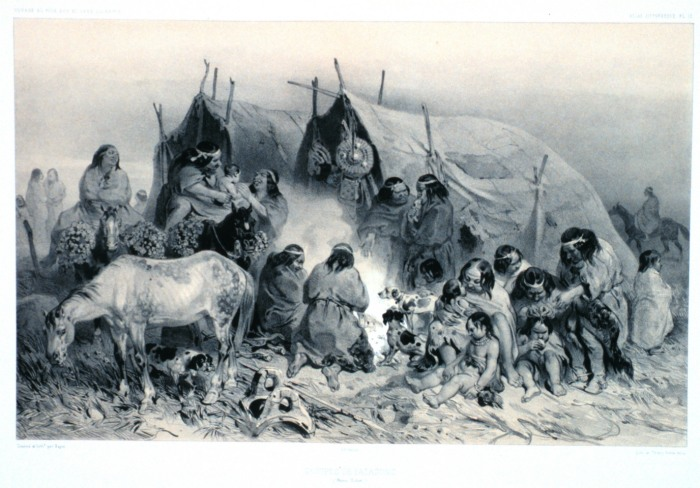
Imagen de los tehuelches históricos; solo el cabello largo y la vincha recuerdan a ellos en Patoruzú.

Los rasgos caricaturescos hacen que el origen tehuelche de Patoruzú se exprese sobre todo en su indumentaria; viste invariablemente un poncho de color amarillo, pantalones arremangados en la botamanga, ojotas y una vincha con una pluma recogiendo la recia cabellera negra, larga hasta los hombros. De su cinto penden un par de boleadoras, que emplea con destreza. El distintivo familiar son los superdesarrollados pulgares de los pies y una enorme nariz, fuente de constantes bromas; convencido de su fealdad, Patoruzú se ve fácilmente desarmado ante los personajes femeninos.
Es poseedor de una fuerza y agilidad sobrenaturales, explicadas contradictoria e independientemente como herencia familiar, el resultado de una privilegiada alimentación infantil o, de acuerdo con el propio Patoruzú, efecto de un saludable régimen de baños termales. Patoruzú resuelve con frecuencia sus problemas acudiendo a la pura fuerza física (es capaz de correr cargando un automóvil, frenar un camión en marcha con el pie, detener una avioneta a punto de estrellarse, frenar latigazos con su pecho, romper cuchillos con la palma de su mano e incluso frenar disparos, sin recibir daño alguno). Es capaz también de correr a enormes velocidades —se lo ha visto patear un centro y cabecearlo él mismo en un partido de fútbol— y cuenta con un prodigioso sentido de la orientación, y un olfato de agudeza animal. Gracias a ello, se arroja impulsiva y descuidadamente en el peligro, y sale airoso la mayoría de las veces.

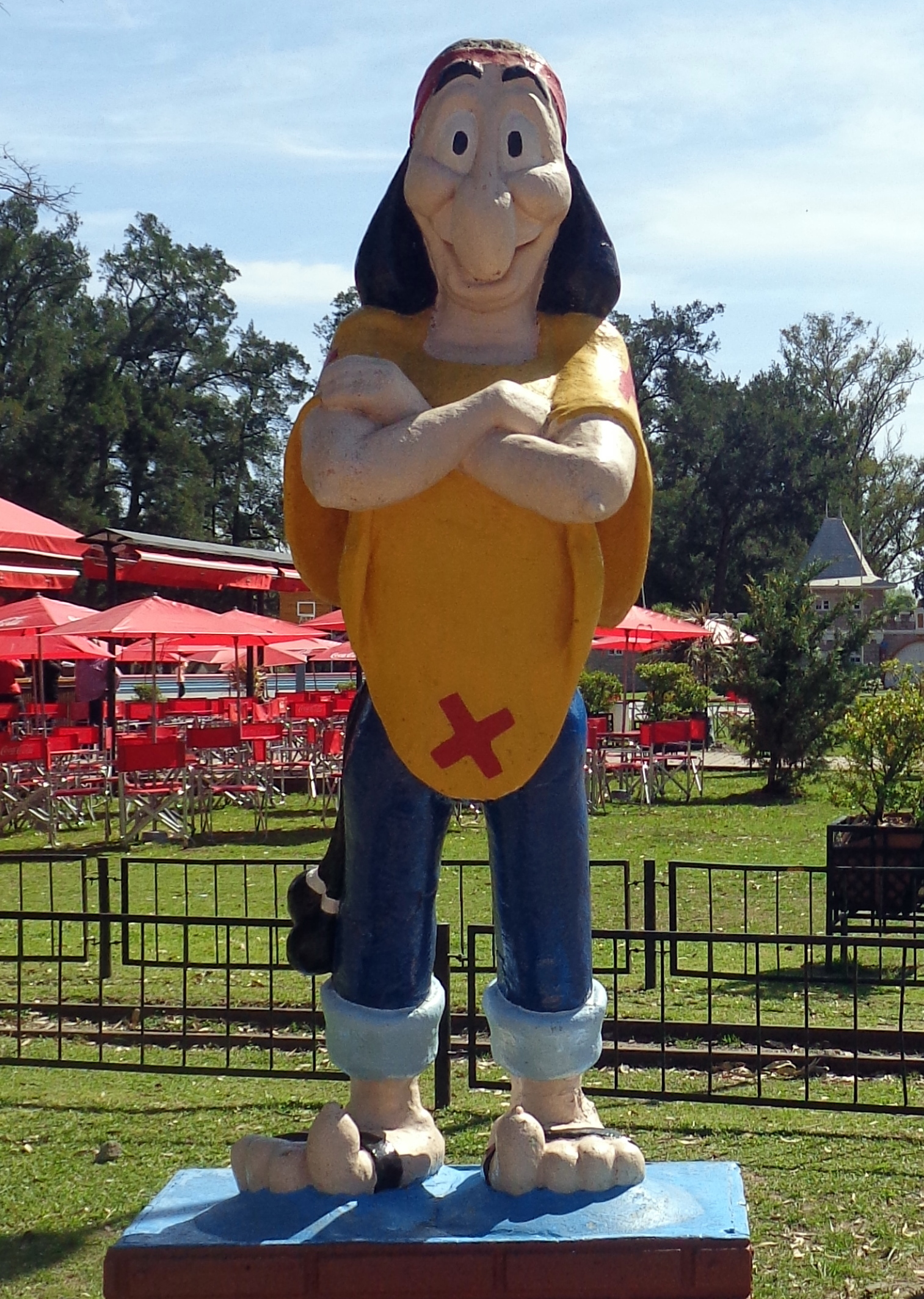
Estatua de Patoruzú en República de los Niños

Definitoria desde sus inicios es la ingenuidad de Patoruzú, criado en la Patagonia al abrigo de las sofisticadas tentaciones de la gran ciudad; riquísimo, pone su fortuna al servicio de quien la necesite —sin que esto produzca jamás mella alguna en su importe— y es por lo tanto blanco de toda clase de estafadores y tramposo que intentan abusar de ello. Tan sobrenatural como su fuerza es su integridad; aunque tarde en percibir los engaños, una vez descubiertos persigue a los culpables con una intensidad avasallante, y coopera con frecuencia con la policía.
Aunque las historias iniciales diesen otra versión, en la definitiva Patoruzú posee estancias de incalculable extensión en la Patagonia; divide su tiempo entre ellas y su vivienda porteña, a la que se ve atado por su sentido de la responsabilidad hacia su padrino Isidoro. La singular circunstancia de que un tehuelche —una etnia virtualmente exterminada por la Campaña del Desierto emprendida a fines del siglo XIX por el general Julio Argentino Roca, que los privó de sus tierras— sea a la vez un rico estanciero carece de explicación en la historia. Quinterno, reacio a las entrevistas, solo explicó en 1931 que:

«Después de haber estudiado la psicología de los indios [sic] que sobreviven en el país (...) me interesó especialmente el más bonachón e ingenuo. Pero es la auténtica personificación del valor, simboliza cuanto de excelso puede contener el alma humana, y en él se conjugan todas las virtudes inalcanzables para el común de los mortales. Es el hombre perfecto dentro de la imperfección humana.»
Entrevista a Dante Quinterno, revista Aconcagua

Así como la condición indígena de Patoruzú es solo un ardid retórico para oponer lo autóctono a lo extranjero —Quinterno era un férreo conservador, opuesto a los movimientos sociales que la inmigración había importado a comienzos del siglo XX—, tampoco cala muy hondo en su linaje. En una continuidad de 1933, se revela que Patoruzú es el último descendiente de la dinastía de los Patoruzek, una dinastía faraónica egipcia llegada a América en la época precolombina. Patoruzek I y Patora la Tuerta, princesa de Napata, de origen atlante serían sus remotos ancestros, cuyos nombres se han transmitido de generación en generación. Esta aventura sería la base para la historieta de 1936, El Águila de Oro, recogida luego en el tercer volumen de las Andanzas,
El argot de Patoruzú es uno de sus rasgos más distintivamente campesinos, y se aparta marcadamente del estándar rioplatense. No es, sin embargo, particularmente realista; toma sus términos indistintamente del norte, el oeste y el sur del país, y en algunos casos hasta del lunfardo traído a Buenos Aires por los inmigrantes. Entre los más conocidos de sus términos se encuentran:
¡Ahijuna!Interjección que apocopa ¡Ah, hijo de una...! sobreentendiéndose el insulto a la madre. La elisión de la /d/ y la desaparición del hiato son típicas del habla del interior de la Argentina, donde la influencia de los dialectos peninsulares ha sido más perdurable que en el habla porteña.
Amalayadel quechua ‘quiera Dios’ o ‘así sea’. En el peculiar dialecto de Patoruzú, se usa para denotar sorpresa.
Canejoen lunfardo, deformación eufemística de «carajo».
Cheidel mapudungun che, ‘gente’, el mismo origen que el lunfardo «che».
Conchaboarcaísmo del español americano, ‘acordar, especialmente en secreto’. En Argentina tiene a veces el uso de concertar un trabajo. Posiblemente proviene del latín conclavari, ‘encerrarse bajo llave».
Fierofeo. Metaplasmo que une la fealdad con la fiereza de la bestia salvaje.
Gurí, gurisadel guaraní, ‘niño’ o ‘joven’.
¡Huija!interjección de origen desconocido, empleada para arrear el ganado. Patoruzú la usa como exclamación de alegría.
Jue' puchaApócope de ‘hijo de pucha’, mostrando la misma tendencia antihiática ya mencionada.
Mandingauno de los pocos vocablos de origen africano constatado en el lunfardo, los malé o mandinga eran una tribu sudanesa apreciada por los tratantes de esclavos por su fiereza y fuerza física. Con mezclados admiración y desprecio, el lunfardo usa su nombre para mentar al diablo.
Pataconesarcaísmo por dinero; era el nombre de la moneda de plata de una onza en la época colonial.
Poapócope de ‘pues’, usado como muletilla, una práctica frecuente en el español patagónico y chileno.
Sotreta, trompeta‘bribón’ o ‘rufián’, por extensión de su sentido original de caballo inútil o de mala intención.
Tata‘Padre’, del quechua.
¡Velay!interjección empleada en caso de asombro o sorpresa.

### Isidoro Cañones
Último vestigio de la dependencia inicial de Patoruzú de Gil Contento y Julián de Montepío, Isidoro Cañones es el otro personaje de duradera fama creado por Quinterno. Padrino de Patoruzú —en un sentido figurado, probablemente, ya que parece menor que el tehuelche— aparece por primera vez como propietario de un circo, donde Patoruzú derrota a su luchador estrella. Con el correr del tiempo, se fijará su identidad; Isidoro es la contraparte urbana, sibarita y holgazana del estanciero tehuelche bonachón e íntegro, y las tretas que elabora para vivir de su fortuna son uno de los principales motores del desarrollo dramático.
Aunque no son desdeñables las diferencias entre el Isidoro que acompaña a Patoruzú y el que lograría finalmente una tira propia —Locuras de Isidoro—, el núcleo del personaje es el mismo. Isidoro Cañones es un joven de buena familia, sobrino del aristocrático coronel Urbano Cañones, en cuya mansión vive haciendo lo posible por evitar conseguir un empleo estable y mantener sin embargo su lujoso tren de vida. Vestido con la mayor elegancia —traje, camisa y corbata o, de escandaloso modernismo para la época, polera— el cabello rigurosamente engominado y la nariz y las mejillas siempre enrojecidas por el alcohol, Isidoro intenta sufragar sus gastos descubriendo la manera de hacer saltar la banca en los casinos marplatenses o el hipódromo de Palermo. La fortuna de su tío —en las Locuras— o la de Patoruzú —en las Andanzas— son el fondo al que acude para costear sus infructuosos intentos.
Moralmente, Isidoro es radicalmente opuesto al estanciero; no solo es haragán y vividor, sino además miedoso a más no poder, enclenque, torpe, embustero y desconfiado. En humorística antífrasis, los intentos de su ahijado por lograr que Isidoro tome el buen camino son tan insistentes como estériles; sin embargo, también resulta ser un sujeto ingenioso, simpático y bonachón, al mismo tiempo que su suspicacia y mundanidad desvelan las más de las veces las trampas en las que, sin él, el estanciero hubiera caído. Es célebre su odio hacia Patora, la hermana de Patoruzú, de cuyos requerimientos amorosos escapa constantemente.
En 1968, Isidoro tuvo su propia revista; la iniciativa fue del grupo de colaboradores que integraban Tomás Sanz, Tulio Lovato, Mariano Juliá y Jorge Faruk Palacio, que debieron vencer la reticencia inicial de Quinterno. En ella, al coronel Cañones se sumó un círculo de elegantes militares alegóricamente nombrados —el capitán Metralla, el general Bazooka— y sobre todo la sobrina de este último, apodada Cachorra, compañera de Isidoro en sus más alocadas aventuras. Se incorporó también el valet Manuel, que defendía a Isidoro de las iras de su tío. El Isidoro de las Locuras es más gentil (aunque no más honrado) y generalmente más exitoso, que el que acompañaba a Patoruzú; su descripción de la vida de la elite porteña —las boîtes espejadas y tapizadas de imitación de leopardo, cuyo paradigma era la histórica Mau Mau, el whisky escocés, las escapadas a Mar del Plata o excepcionalmente a Europa, las fiestas en casa de esmoquin y corbata de moño— ha envejecido tanto o más que cualquier otro referente de la historieta, pero constituye un documento histórico singular.

### Patoruzito

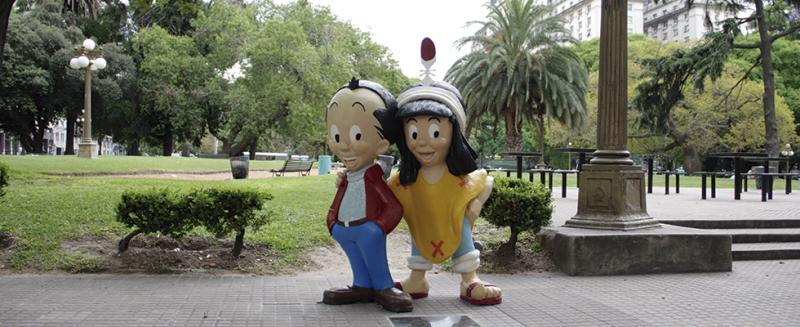
Escultura de Patoruzito e Isidorito en San Telmo, Ciudad de Buenos Aires.

La versión infantil del personaje apareció en escena a finales de 1945, con su propia revista, orientada a un público paralelamente más joven que el de Patoruzú. Violando el canon que los primeros números de la versión adulta habían establecido, en Patoruzito el joven tehuelche habita en su estancia patagónica, acompañado de la versión también infantil de Isidoro.
La gráfica de la serie siguió la línea marcada por Quinterno, pero este raramente lo dibujó, salvo en las atractivas y coloridas portadas. El desarrollo del personaje correspondió al binomio formado por el dibujante Tulio Lovato y el guionista Mirco Repetto, responsables también de otras de las historietas de la revista. Vestido igual que en su versión adulta, Patoruzito carece sin embargo de la desmesurada nariz de este, y comparte solo a medias su carácter; es fuerte, arrojado y generoso, pero mucho más ingenioso y astuto que su contraparte. Las tramas se ajustaban a este cambio; se centraban en la defensa que Patoruzito hacía de las tierras heredadas de los Patoruzek, frente a una variada cohorte de estafadores y ladrones. La figura de Isidorito tenía también, en consecuencia, otra función; no aconseja a Patoruzito desde su desconfianza, sino que lo mete en problemas por su cobardía, vanidad y egoísmo. Anticipa, eso sí, los vicios de bon vivant de su versión adulta, aficionado desde temprano al tabaco, el alcohol y el juego.
En un entorno limitado a la Patagonia, muchos de los personajes de la tira principal aparecen también en esta; Upa, como bebé, figura ocasionalmente, y tanto Ñancul como la Chacha están ya al frente de la estancia. Urbano Cañones —aún capitán, y en servicio activo— hace a veces su aparición, vistiendo un anticuado uniforme con un diseño anterior a la Primera Guerra Mundial. Los anacronismos son sin embargo frecuentes, con aviones de pasajeros y otros artefactos modernos adornando las páginas de la revista. El medio de locomoción preferido por Patoruzito es, sin embargo, Pamperito, reducido en años pero no en fiereza.
Propios en exclusiva de esta versión son los dos recurrentes villanos, el tramposo brujo Chiquizuel —otro nativo, ladino y esquivo, que codicia las tierras de los Patoruzek— y su nieto Chupamiel, un niño inútil y holgazán para el que el viejo quiere el cacicazgo de estos.
Las historietas de Patoruzito ocupaban la página central de la revista, acabando invariablemente con una situación de suspenso y la leyenda «Continuará», según el molde de las series estadounidenses. A partir de 1957 comenzaron a recogerse en el mensuario Correrías de Patoruzito, paralelo a las Andanzas y las Locuras, que se  publicó hasta 2015, reimprimiendo historias antiguas.

### Upa
Aunque aparece como bebé durante las correrías de Patoruzito, la historia de Upa, hermano menor del cacique, es más triste y singular en la versión adulta. Nacido sietemesino y privado de los rasgos atávicos de los Patoruzek —la fuerza sobrehumana, los pulgares desmedidos, y sobre todo el vibrante grito de «¡Huija!» proferido al ver la luz—, su padre lo encierra en una cueva para preservar el honor de la familia. Es inexplicable cómo sobrevive en esta hasta que su hermano mayor, ya adulto, lo descubre allí y lo lleva consigo a la ciudad.
En sus primeras apariciones, Upa es simplemente un gigante de barriga enorme y pocas luces, que repite incansablemente «turulú» como única expresión. Irá cobrando más entidad y educación en tiras posteriores, y en las definitivas es ya alumno de educación secundaria, aunque no ha abandonado los pañales ni la afición por la leche; posee también algún vestigio de la fuerza de los Patoruzek, aunque limitada a proporcionar panzazos a sus oponentes. Es ingenuo, aunque no tanto como su hermano, y tímido en extremo; habla con alguna dificultad, y es cómplice de Isidoro en algunas de sus estratagemas, aunque su rectitud lo hace desistir de ellas en cuanto los verdaderos propósitos de este se hacen patentes.
El nombre de Upa viene de la interjección empleada por los niños pequeños para pedir que los tomen en brazos. A su vez, en reiteradas ocasiones, Patoruzú directamente lo llama "Gurí". Es el único personaje que a Patoruzú lo llama "Patouzú".

### Patora
La historia de Patora es un poco menos truculenta que la de Upa; los hermanos la creían muerta en su niñez, contagiada de viruela en una visita a Punta Arenas, donde vivía su abuela Patora Grande. En realidad, la abuela la había conservado consigo, y enviado luego a un convento para su educación, donde había acabado su educación primaria. Aparece en escena en 1959, concluidos ya sus estudios, para estupefacción de su familia.
Apartada de los hombres por la fuerza, su salida del convento no hizo más que despertar sus instintos románticos; Patora está obsesionada por conseguir pareja, una tarea dificultosa dada su falta de encanto físico. Enamorada de Isidoro, se gana la enemistad de éste, rechazándola inequívocamente y tratándola usualmente de "loca", pero no tiene siempre esa lucidez para percibir cuando no es deseada.
Las apariciones de Patora en la historieta se reducen a una fórmula de comedia de enredos: se escapa del convento, Patoruzú se enoja primero con ella pero luego la perdona, se enamora perdidamente de algún rufián y luego todos deben impedir que haga alguna locura (como casarse u obligar al novio a casarse); al final, salvada la situación, se enamora de algún otro y Patoruzú la envía al convento de vuelta en avión. Es dueña de una personalidad tan fuerte como la de su hermano mayor, por lo cual suelen pelearse, aunque siempre la sangre puede más y se reconcilian; esto no quita que Patoruzú use la fuerza para castigarla, dándole nalgadas como si fuera su padre. En su forma de hablar es característica la inexistencia del género masculino, sustituye todos los artículos "el" por "la", y siempre se refiere a los hombres de quienes se enamora como «mi tipo».

### La Chacha
La Chacha es el ama de crianza de Patoruzú, de edad indefinible pero sin duda venerable. Dotada de una nariz no menos prominente que la de Patoruzú, lleva el cabello ralo en dos trenzas y viste vestidos de lunares recogidos para facilitarle las innúmeras tareas que desempeña en la estancia. Temperamental y viril —fuma en pipa con un empeño digno de Popeye—, tiene una conflictiva relación con Ñancul, con quien comparte el gobierno de la estancia, y no duda en golpear a los importunos; detesta a Isidoro por su holgazanería, que contrasta con su incesante actividad. Autora de empanadas magníficas, en un capítulo llega a preparar 5000 para los festejos del casamiento de Patora, finalmente frustrado. Aparece por primera vez en 1938, poco después de Ñancul.

### Ñancul
Ñancul —de nombre mapuche, pero aspecto criollo— es el capataz y encargado de la estancia de Patoruzú; aparece por primera vez en 1937, informando a su patrón de las novedades del campo. Robusto, bigotudo, y perpetuamente vestido a la manera gaucha —con pañuelo al cuello, bombacha de campo, rastra a la cintura y botas de potro como calzado— es incondicionalmente leal a Patoruzú, pero obstinado y corto de luces; su rivalidad con la Chacha es una constante de la historia, comportándose como un matrimonio pendenciero sin serlo. Aparece, un poco más joven, en las correrías de Patoruzito.

### Pampero
Aparecido en 1936, Pampero es la montura adecuada para la fuerza y bravura de Patoruzú. Dos días con sus noches le insumió al estanciero tehuelche la doma de este zaino cimarrón, hasta que la constancia de Patoruzú —que no empleó en ello apero alguno— acabó por ganarle la simpatía del animal. Este, poseedor de una excepcional inteligencia, no deja que nadie más lo monte; su intransigencia, teñida a veces de un toque de mala fe, hace fallar muchas veces los incansables intentos de Isidoro de aprovechar su velocidad en las carreras hípicas. Su versión juvenil, Pamperito, aparece ya acompañando a Patoruzito.

### Coronel Cañones
Urbano Cañones —capitán para cuando transcurre Patoruzito, coronel en retiro para las fechas de Patoruzú— es el tío de Isidoro Cañones, y el único personaje aparte de este que comparten las historias de Patoruzú con las Locuras. Recuerda en su gráfica a su contemporáneo Pablo Morsa, de las aventuras del Pájaro Loco. Calvo, de enormes cejas e impecablemente trajeado cuando no está de uniforme, el coronel es la contrapartida absoluta de su sobrino y próximo en buena medida al mismo Patoruzú: es recto, nacionalista, austero y rico. Busca infructuosa pero constantemente enderezar los hábitos de Isidoro, al que apostrofa con vehemencia. Su presencia en Patoruzú es el único recuerdo de la conquista del Desierto, por la cual los militares fueron en mucho tiempo la gran mayoría de la población blanca en la región. Lo que se transforma en una gran paradoja, debido a que Quinterno lo presenta como amigo de Patoruzú, representante de los pueblos originarios americanos.

### Cachorra Bazuka
Es una bella y esbelta chica rubia, amiga de Isidoro y nieta del general Bazuka. Compañera de juergas de Isidoro, se presenta ante su tío como una mujer dedicada a la beneficencia y el coronel Cañones la considera un gran ejemplo a seguir por Isidoro, sin saber que en realidad es más tránsfuga que él y no se sabe cómo logra engañar exitosamente al Coronel. A menudo recurre a su fachada de benefactora social para mangarle dinero a su tío, así como también salvarle el pellejo a Isidoro cuando está a punto de ser castigado por sus botaratadas. Es recurrente en muchas tiras de Locuras de Isidoro.

### Cocoa
Concebido inicialmente como el valet de Julián de Monte Pío, desapareciendo algunos meses después de la llegada de Patoruzú, Cocoa, un menudo joven afrodescendiente reaparece alrededor de 1933 ofreciéndose de jockey del caballo del indio y de Julián, y más tarde cuando el cacique (ya con Isidoro de padrino) recibe a Pampero, apareciendo de manera esporádica tanto en las tiras como en Andanzas.

### Enemigos
Patoruzú tiene pocos enemigos fijos; entre los pocos recurrentes están el brujo Chiquizuel y su nieto Chupamiel, el gitano Juaniyo (luchador en el circo en el que se conocen Isidoro y Patoruzú, en la tercera versión de la serie) y Mandinga, quien resulta ser el mismo Diablo que suele perder la paciencia ante las inmensas obras de bien que realiza el cacique e intenta corromperlo sin éxito, pero sabe que Isidoro es buen aprendiz de sus enseñanzas. Aunque en una ocasión le pidió ayuda al indio para que intente reformar a un criminal para evitar que vaya al infierno y le quite su trono.
Sin embargo, identificar a los malvados rara vez ofrece dificultad; como siguiendo los dictámenes de la frenología y las teorías lombrosianas, las características físicas de los personajes reflejan invariablemente su psique. Casi invariablemente nutren sus filas los diferentes extranjeros que aparecen en la historieta, un rasgo de estereotipificación xenofóbica sistemático en la obra de Quinterno. Además del gitano, los villanos de El Águila de Oro (presididos por un multimillonario e innominado indio(Hindú en Argentina), al que acompañan el japonés Miko, un hombre de raza negra y nacionalidad desconocida apodado el honorable John, o el pirata Puro Brazo) ejemplifican esta tendencia. Los judíos —avaros, conspiratorios y desleales; es recurrente el sastre Popoff, que presta dinero a interés usurario a Isidoro— son también un blanco favorito, al igual que los "gringos" (norteamericanos y británicos), turcos y los chinos. Con los años, el trazo lombrosiano se matizaría introduciendo criminales "de guante blanco" que recogerán a los villanos a su servicio.

### La estancia
La extensión de las posesiones de los Patoruzek resultan incalculables; salvo que se ubican en la Patagonia, poco podemos saber de ellas.
En el número 22 de las Andanzas de Patoruzú, se ubica el casco principal en la localidad de Tamel Aike perteneciente a la provincia de Santa Cruz

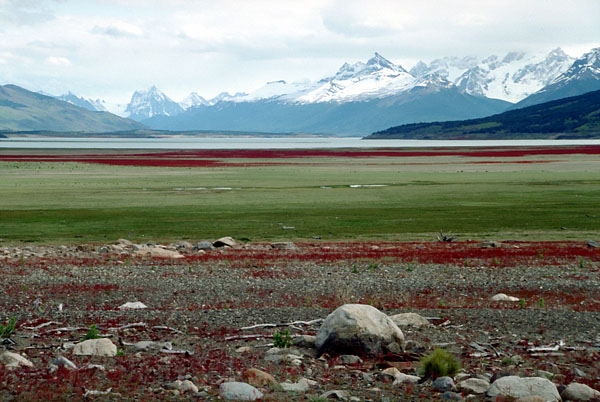
Paisaje patagónico en la provincia de Santa Cruz; la hipotética estancia de los Patoruzek no debería estar muy lejos.

Algunos datos permiten especular sobre la misma: contiene pozos petroleros, lo que la ubica entre las provincias de Neuquén y Santa Cruz; desde el casco se ve la Cordillera de los Andes, que marca la frontera con Chile; se extiende a todo lo ancho del país hasta las orillas del Océano Atlántico; no hay grandes ríos en ella, lo que hace pensar que no se extiende hasta la región del Alto Valle, en Neuquén o Río Negro, donde las estancias son menores y la hidrografía más caudalosa. Parecería entonces confinada al extremo sur del país, dedicada sobre todo a la cría de ovejas.
Aunque fascinado por el aparato civilizatorio de la gran ciudad, Patoruzú vuelve a ella a buscar la frescura y la integridad de la gente de campo, la fuente noble de la identidad nacional en el ideario de Quinterno.

### El Tata y la madre
La madre de Patoruzú —llamada Patora, como todas las mujeres de la familia desde la princesa de Napata que diera origen a la dinastía— murió después de dar a luz a su tercer vástago, Patora, y no aparece en la historieta. El padre, Patoruzek también conocido como "El Tata", falleció también antes de los eventos que relata Patoruzito; suele aparecer muy orondo en cuadros o también enojado cuando hay una situación peligrosa, como cuando Patoruzú intentó enseñar un reloj a una estafadora y al hacerlo, un cuadro cayó al suelo con la cara del Tata terriblemente enojado. También se lo ve participando en flashbacks, donde se lo muestra como un valiente cacique que dirigió correctamente a su pueblo.

## Patoruzú y la política
Los años setenta vieron el auge de una lectura política de Patoruzú, que hizo pie precisamente en la ausencia de lo político en la historia. La permanente trama de enredos monetarios, secuestros y robos hace de la policía una aparición frecuente en las historias del estanciero, pero el trasfondo político —a diferencia de Mafalda, abiertamente politizada— raras veces cobró protagonismo.
No siempre fue así; apenas inaugurado el personaje, la tira publicada en La Razón el 12 de octubre de 1930 (Día de la Hispanidad, fecha en la que solía hacerse un desfile militar) celebraba el golpe de Estado por el que José Félix Uriburu había derrocado a Hipólito Yrigoyen un mes antes comentando en la voz de Julián de Montepío:

"Todo argentino que lleve sangre de patriotismo en las venas no debe faltar a la magna cita; hoy, todo argentino debe concurrir a presenciar el desfile de los ínclitos milicos que nos salvaron de la tiranía oficialista."

No era ajena a esta oposición la inveterada reticencia de Quinterno a todo lo extranjero, manifestada también en la descripción de los villanos. Patoruzú mostraría la unidad de ambas características escribiendo a su paisano el cacique Panza'e Agua «¡Si se habrán creído estos ceveliazos [‘civiles’] que ansina somos como ellos!», y «¡las veces que gritaría a tuito pulmón que nosotros somos los verdaderos dueños ’el país!».
La ambivalencia política de Quinterno se transmitió al personaje; cuando comenzó a publicarse la revista Patoruzú, en 1936, el indígena hizo brevemente de vocero de su ideario en la sección llamada «Quirosóficas», donde aplicaba las milenarias técnicas traídas de Egipto por los Patoruzek para leer la planta de los pies a varios personajes de la política del momento. Sorprendentemente, se alineó en las filas del Partido Socialista dando loas al político y periodista Mario Bravo, uno de los líderes junto con Lisandro de la Torre, del Partido Demócrata Progresista de las fuerzas opositoras al régimen. Probablemente reflejara esto su impaciencia con el gobierno de la Década Infame antes que un vuelco duradero; coincidió con vehementes críticas al presidente Agustín Pedro Justo desde los editoriales de la revista, que lo acusaban de no ocuparse de su pueblo, y de burlas acerca de la ineficiencia y holgazanería de la clase política. En una viñeta, Patoruzú ofrece a un legislador una empanada, apostrofándolo «¡Ya que no trabajás, masticá, chei!».
Poco duraron las páginas de política, y antes de desaparecer las «Quirosóficas» fue perceptible una paulatina constricción al ámbito porteño; Patoruzú apoyó con ahínco la gestión del intendente Mariano de Vedia y Mitre, responsable de un vasto proyecto urbanístico. Pero para cuando los gobiernos de la Concordancia dejaron lugar al Grupo de Oficiales Unidos y luego a Juan Domingo Perón, todos los vestigios de política se habían esfumado. Quinterno se aseguraba así no correr el destino de la revista Cascabel, cerrada por Perón por satirizar a su gobierno.
Apartado de la cuestión partidaria, sin embargo Patoruzú siguió haciendo política a través de su férreo y cada vez más pronunciado nacionalismo. El racismo en la representación de los foráneos se ha mencionado ya más arriba; paralelo a este corría una permanente exaltación de las virtudes de la argentinidad, sea en lo geográfico, en la dieta o la belleza de las mujeres. Por razones de este tipo Quinterno se negaría a ceder la imagen de Patoruzú para los afiches de la I Bienal Mundial de la Historieta, que el Instituto Di Tella —núcleo de las vanguardias políticas y artísticas del momento— patrocinó en Buenos Aires en 1968.
En 1976, el gobierno militar de facto lo escogió como emblema de Argentina durante un tiempo; apareció en afiches y material publicitario, cabalgando un mapa de la república. Sin embargo, desde el mismo sector militar en algún momento se lo consideró como una amenaza, ya que sus constantes dádivas a los más desprotegidos fueron vistas como una incitación al comunismo.

## Exposiciones
En 2003 el Centro Cultural Recoleta organizó la muestra: "Patoruzù, 75 aniversario".
En 2009 el Museo del Dibujo y la Ilustración organizó dos muestras: «Patoruzú: una revista, una época» en el Museo de Ares Plásticas Eduardo Sívori y «Revista Patoruzú, una bisagra cultural» en la Feria del Libro de Buenos Aires.
El 15 de diciembre de 2016, la Ciudad de Buenos Aires organizó en el Museo de la Ciudad la muestra: "Patoruzú, un recorrido por los 80 años de la Editorial Dante Quinterno".
El 25 de octubre de 2018, el "Centro de Historietas y Humor Gráfico argentinos" de la Biblioteca Nacional Mariano Moreno inauguró la Muestra: "A todo Patoruzú" en homenaje al 90 aniversario del personaje y a su autor Dante Quinterno.
El 5 de noviembre de 2018, el Senado de la Nación organizado por la Dirección General de Cultura inauguró la Muestra: "Patoruzú, 90 Aniversario de nuestro Superhéroe Nacional",en el Salón de las Provincias del Palacio Legislativo.
En años recientes, la historieta argentina ha sido objeto de iniciativas institucionales que buscan su reconocimiento como patrimonio cultural. En 2014, se presentó en la Cámara de Diputados de la Nación Argentina el proyecto de ley Expediente 0502-D-2014, conocido como la Ley de Fomento a la Historieta Nacional. Impulsado por el historietista y gestor cultural Fernando Sosa, el proyecto proponía políticas públicas para preservar y promover la historieta nacional, incluyendo la preservación del legado de obras emblemáticas como Patoruzú.
En 2011, se publicó una edición especial a color de Patoruzú, que contó con la restauración digital y colorización del historietista Fernando Sosa, bajo supervisión editorial. Esta reedición formó parte de un esfuerzo por acercar el personaje a nuevas generaciones de lectores, respetando el estilo gráfico original.